# J'ai cherché

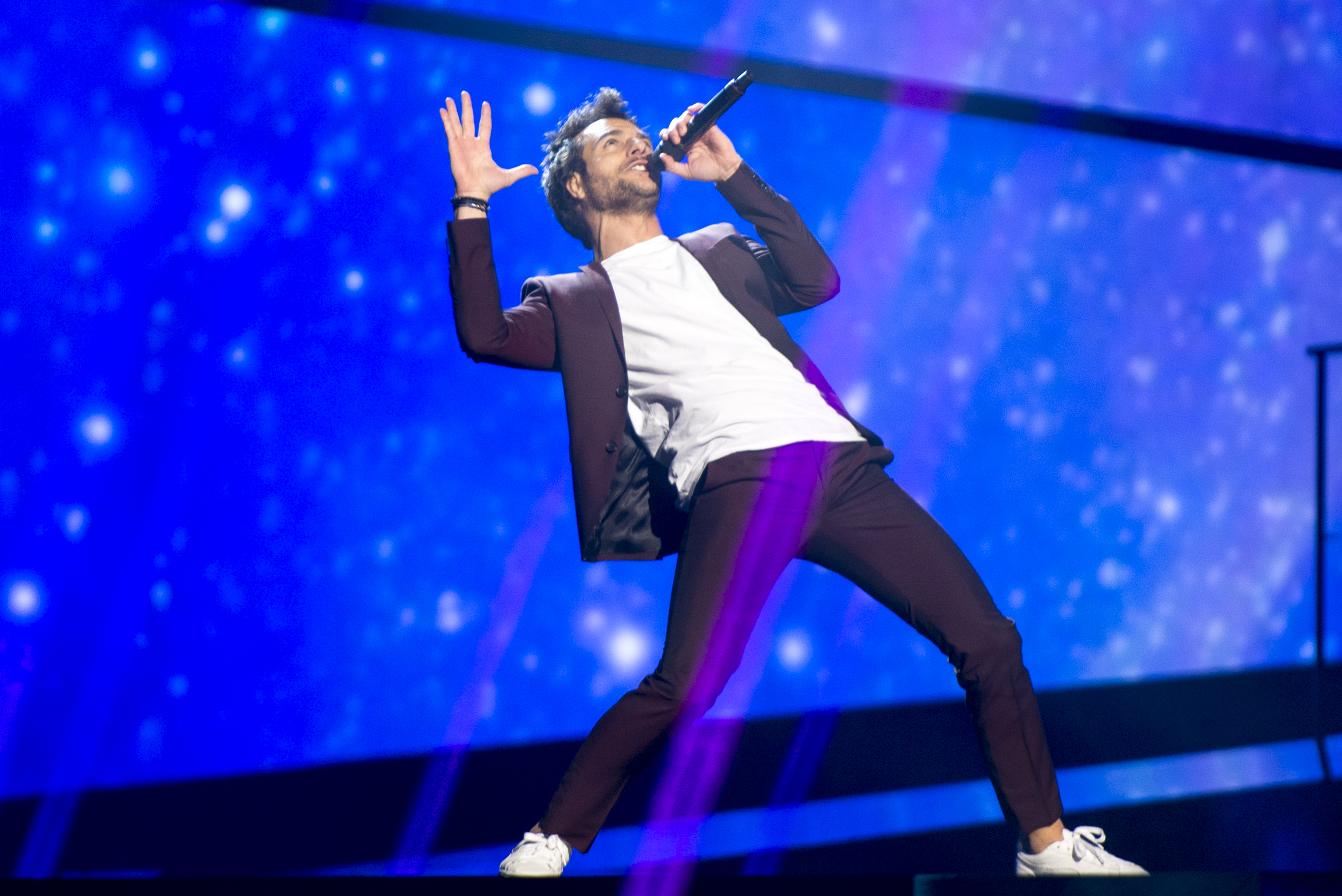

J'ai cherché är en låt framförd av Amir. Den släpptes den 15 januari 2016.
Låten var Frankrikes bidrag till Eurovision Song Contest 2016 i Stockholm. Den framfördes i finalen i Globen den 14 maj 2016, där den kom på sjätteplats.

## Komposition och utgivning
Låtens musik är komponerad av Amir själv tillsammans med Nazim Khaled och Johan Errami. Han var även med och skrev låttexten tillsammans med Khaled. Låten är producerad av Skydancers, samt utgiven av Sash Productions (Warner Music France).
Singeln släpptes den 15 januari 2016 för digital nedladdning, och finns med på Amirs album Au cœur de moi som släpptes den 29 april 2016.

## Musikvideo
En officiell musikvideo producerades av HK Corp. i Paris och släpptes den 2 mars 2016.
Videon handlar om att kämpa för sina drömmar trots svårigheterna med sociala stereotyper och könsroller. Den visar berättelserna om två ungdomar, en ung man som vill dansa balett och en ung kvinna som vill träna taekwondo. Efter flera år uppnår de båda elitnivå trots att de bara är omgivna av människor som är av motsatt kön.